# Karel Aeneas de Croeser

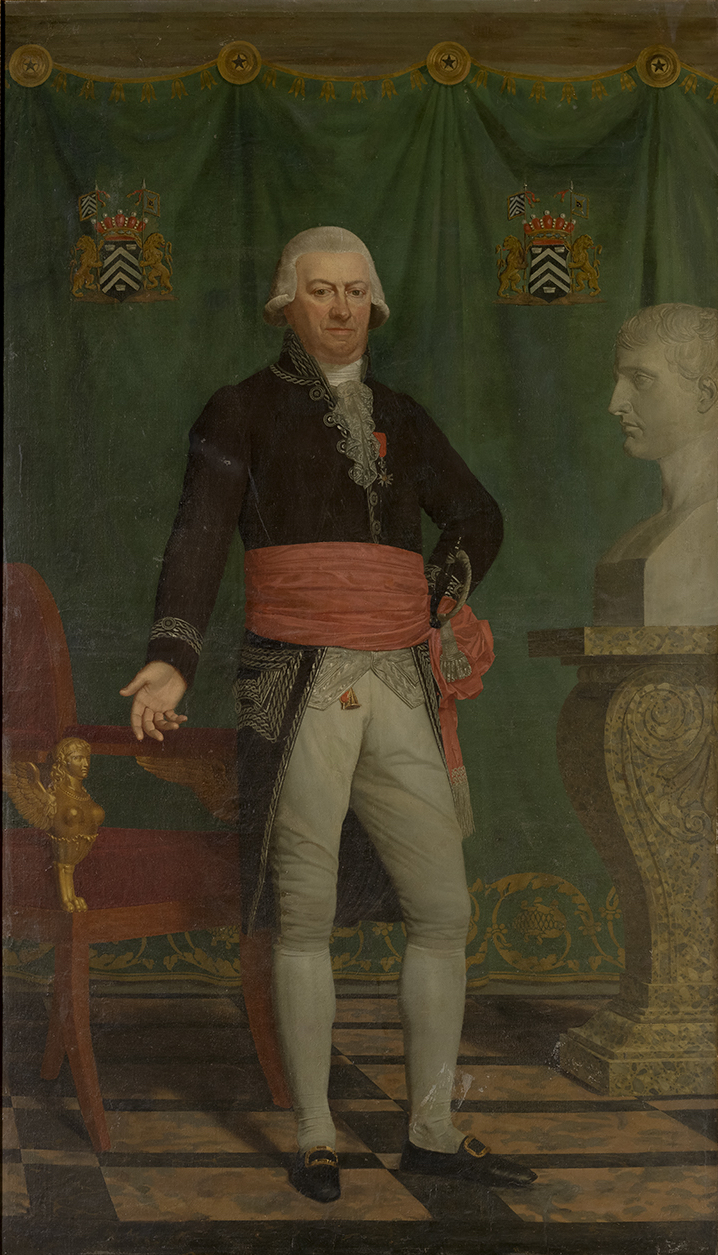
Karel-Aeneas de Croeser door Jozef Angelus Van der Donckt

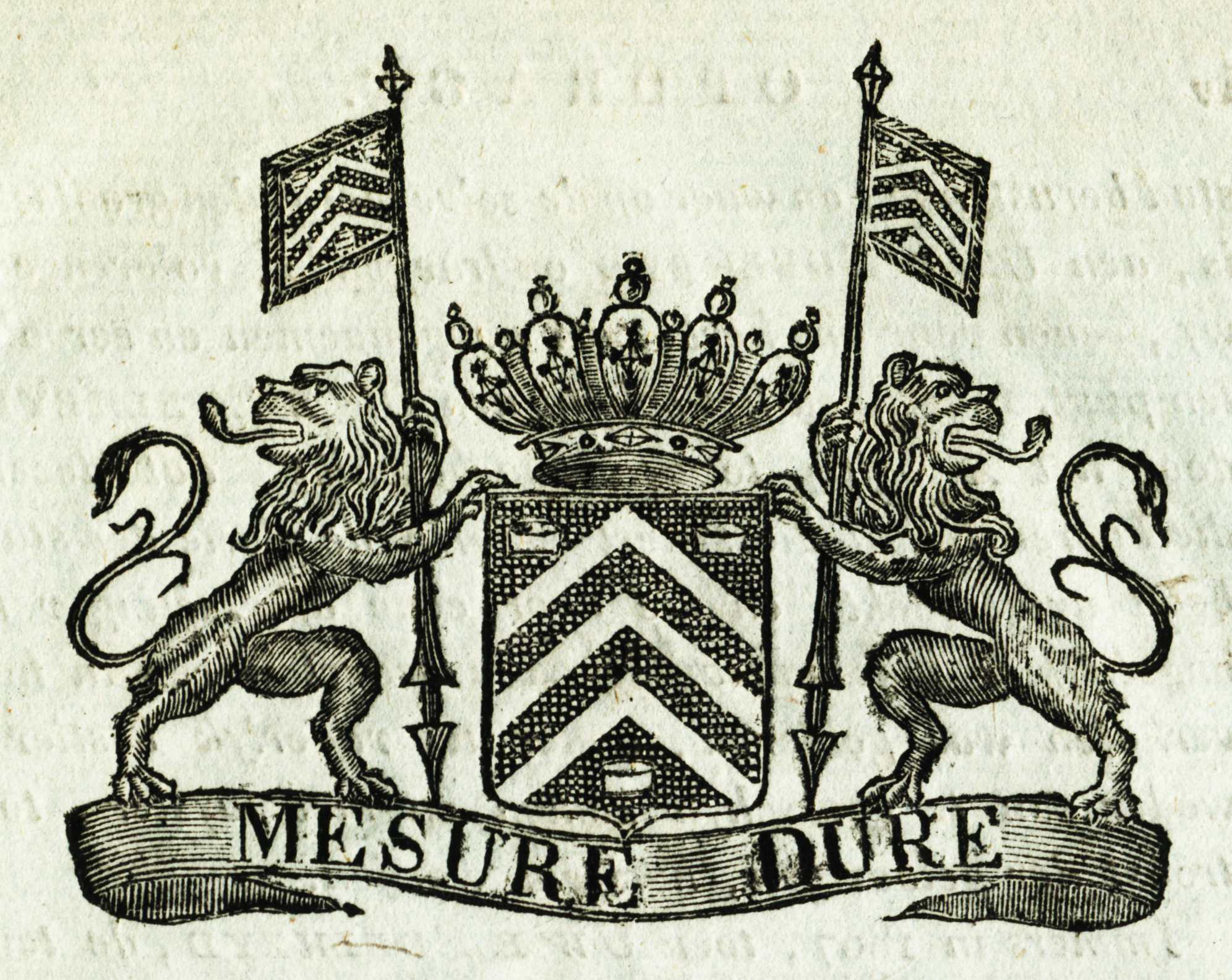
Wapenschild van Karel Aeneas de Croeser. De wapenspreuk mesure dure kan vertaald worden als "gematigdheid duurt het langst".

Karel Aeneas Jacobus (Charles-Enée-Jacques) de Croeser (Brugge, 14 juli 1746 - 22 januari 1828) was burgemeester van Brugge, genealoog en dichter.

## Voorouders en adellijke verheffingen
De Croeser stamde af van onder meer de uitgedoofde families Despars en de Marivoorde. Jean de Croeser (†1650), weduwnaar van Catherine de Rodoan, trad in tweede huwelijk in 1621 met de erfdochter Jeanne de Marivoorde (†1653), van wie de grootvader, Charles de Marivoorde, getrouwd was met Jeanne Van den Berghe, dochter van Anna Despars, zus van Nicolaas Despars (†1597) en de laatste van deze familie. Aeneas de Marivoorde (†1606), vader van Jeanne, was de algemene erfgenaam van zijn grootoom Nicolaas Despars.
Karel Aeneas de Croeser, heer van ten Berge, was de zoon van Karel Jozef de Croeser (1701-1775) en Marie Charlotte Stochove (1724-1774), beiden uit families die al eeuwen in Brugge gevestigd waren, de eersten afkomstig uit Zeeland, de tweeden uit Gelderland. Karel-Jozef was heer van Berges, Ten Ryne, Wijnsburg, Ten Torre en Ten Walle.
De voorouders traden toe tot de adel in 1536 toen Mathias de Croeser door keizer Karel de persoonlijke titel van ridder kreeg. Die zijn kleinzoons kregen dezelfde onderscheiding, hen verleend door koning Filips IV van Spanje, Hugues de Croeser in 1614 en Jean de Croeser (voorvader van Karel-Aeneas) in 1626. 
De volgende adellijke verheffing viel te beurt aan Karel-Aeneas de Croeser zelf. In 1775 verleende keizerin Maria Theresia hem de titel baron. In 1816 werd hij onder Willem I in de adel bevestigd met de titel baron, overdraagbaar bij eerstgeboorte. Hij werd tevens voorzitter van de ridderschap voor West-Vlaanderen. Op 7 oktober 1827 ontving hij, opnieuw met overdraagbaarheid bij eerstgeboorte, van Willem I de titel van burggraaf. De benoeming bleef zonder gevolg, omdat De Croeser drie maanden later stierf en de tijd te kort was geweest om de open brieven te lichten.
Karel-Aeneas de Croeser had een jongere broer, Vincent-Joseph de Croeser (Brugge, 29 juli 1760 - Aken, 29 november 1817), heer van Cruiningen, die officier was in het regiment van Arberg en vervolgens in dat van Kinsky, beide in Oostenrijkse dienst. Hij verliet de militaire dienst in 1790 en bleef ongehuwd. Hij doorstond een jarenlange rechtszaak, waarbij inwoners van Zwevezele en Ruddervoorde het gebruiksrecht opeisten op grond die de Croeser had geërfd. In 1808 werd, na langdurig procederen, een minnelijke schikking getroffen.

## Levensloop
Na middelbare studies bij de augustijnen in Brugge, studeerde hij rechten in Leuven en behaalde het diploma van licentiaat. Hij begon aan een ambtelijke loopbaan in januari 1792 als schepen in de voorlaatste magistraat die door de Oostenrijkers werd aangesteld. Hij verdween tijdens de revolutiejaren van 1794-1797. In 1797 kwam hij weer tevoorschijn, als lid van de departementale raad van het Leiedepartement, in een samenstelling die na zes maanden werd afgezet, als te 'ancien régime'. In 1802 werd hij voor langere tijd voorzitter van de algemene raad van dit departement. 
Hij werd een eerste maal tot burgemeester van Brugge benoemd in 1803 en bleef dit tot in 1813. Hij werd toen opgevolgd door Jean-Jacques van Zuylen van Nyevelt, maar in 1817 werd hij opnieuw burgemeester en bleef het tot aan zijn ontslag in 1827. 
De Croeser heeft voor de stad Brugge veel gedaan. 
In 1800 liet hij de grote klok die uit de toren van de Onze-Lieve-Vrouwekerk was gehaald, in het belfort plaatsen. Ze werd er voor het eerst als zegeklok geluid ter gelegenheid van de Vrede van Amiens in 1802. Op de voorgevel van het belfort liet hij opnieuw een beeld van Onze-Lieve-Vrouw plaatsen, nadat het vorige tijdens de revolutiejaren verbrijzeld was. In 1811 herbouwde hij de Boeveriepoort. In 1819 bracht hij nieuw leven in de ingesluimerde Edele Confrérie van het Heilig Bloed.
Een van de inspanningen die hij leverde was voor de ontwikkeling van de algemene begraafplaats, waar hij een mausoleum liet bouwen voor hoogwaardigheidsbekleders. Hij werd een van de eersten onder hen om er zijn laatste rustplaats te vinden.

## De Croeser en Napoleon
In 1803 mocht hij eerste consul Napoleon Bonaparte in Brugge verwelkomen. Hij was toen duidelijk geen grote aanhanger van de nieuwe machthebber en werd door de prefect op de vingers getikt omdat hij de vlag op het belfort deed strijken nog voor Bonaparte goed en wel de stad had verlaten. In 1810 onthaalde hij met meer enthousiasme keizer Napoleon en keizerin Marie Louise.
Als herinnering aan de eerste ontvangst liet hij later door Joseph Odevaere een groot portret maken, dat in het stadhuis van Brugge hangt en waarop hij samen prijkt met de consul en die zijn paard. Er hangt eveneens een groot portret van De Croeser, gemaakt door de Brugse schilder Van der Donckt.

## Verzamelingen
De Croeser bezat een aanzienlijke woning in de Gouden-Handstraat in Brugge, maar woonde een groot deel van het jaar op het kasteel Ten Berge, ten noorden van Brugge. 
Hij bewaarde, naast een uitgebreide verzameling van portretten van voorouders, die terugging tot de families Despars en van Marivoorde, een belangrijke bibliotheek en archief, met inbegrip van de geschriften van historicus Nicolaas Despars, van het handschrift De Hooghe en van het beroemde Gruuthusehandschrift.

## Huwelijk en nageslacht

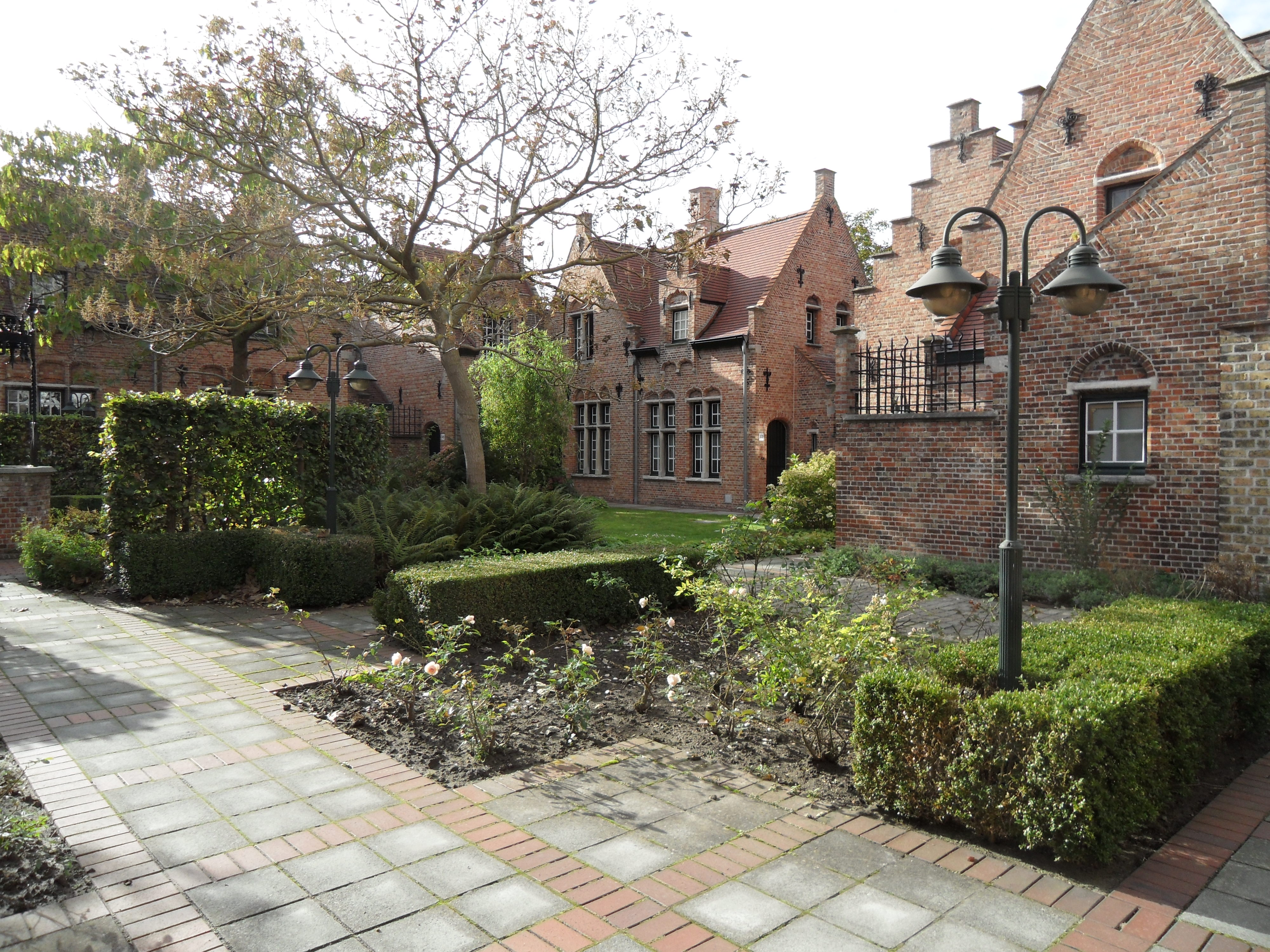
De godshuizen De Croeser - De Ruysscher

Karel de Croeser huwde in 1777 met Anna de Carnin de Staden (1747-1803) en ze hadden vier zoons, van wie de oudste en de derde nageslacht hadden.
- Charles Joseph Ange de Croeser (Vinderhoute, 14 oktober 1778 - Brugge, 15 januari 1857), was provincieraadslid van West-Vlaanderen, proost van de Edele Confrérie van het Heilig Bloed en provinciaal inspecteur van het lager onderwijs. Hij trouwde in 1804 met Marie-Thérèse van Caloen (1780-1848) en ze hadden drie dochters en twee zoons, van wie alleen de oudste zoon nageslacht de Croeser had.
  - Charles Marie Jean de Croeser (Brugge, 7 december 1806 - 21 januari 1875) werd burgemeester van Moregem. Hij trouwde in 1838 met Hélène van Hoobrouck de Mooreghem (1817-1887), dochter van senator Eugène François van Hoobrouck de Mooreghem. Het echtpaar had een enige zoon.
    - Edouard Eugène de Croeser (Brugge, 4 juli 1839 - Parijs, 11 juni 1862) voleindigde zijn studies als intern in 1858-59 aan het Collège Notre-Dame-de-la-Paix in Namen. De jongeman werd een specialist in landbouw en aardappelteelt. Hij werd voorzitter van de Landbouwvereniging van Oudenaarde. In 1860 publiceerde hij een lijst van 128 variëteiten van de aardappelplant (Etudes sur l'histoire et la culture de la pomme de terre, drukkerij Herreboudt, 1860). Hij nam ook herhaaldelijk deel aan exposities gewijd aan landbouwproducten in België, Nederland en Frankrijk. In 1862 nam hij deel aan de Wereldtentoonstelling van Londen en kreeg er een prijs voor een collectie van door hem gekweekte tarwe, haver, bonen, erwten en tabak. Hij was ook sociaal geëngageerd en stichtte mee de Armenschool Sint-Walburga in de Ganzenstraat-Predikherenrei in Brugge. Hij trouwde in april 1862 met Irma de Neve de Roden (1839-1914), dochter van de burgemeester van Waasmunster Victor de Neve de Roden (1810-1882). Tijdens de huwelijksreis overleed Edouard in Parijs aan een hartfalen. De weduwe werd gearresteerd op verdenking van moord. Ze kwam slechts vrij door de bemiddeling van haar schoonouders. Zij kozen haar als hun algemene erfgenaam, op voorwaarde dat ze trouwde met een van hun neven uit het huwelijk van Anselme van Caloen de Basseghem (1803-1876), burgemeester van Varsenare en van Marie-Thérèse de Croeser (1811-1887), zus van Charles Marie Jean de Croeser. Irma koos uit de vier beschikbare zoons voor Paul van Caloen de Basseghem. De nalatenschap de Croeser leefde verder via de van Caloens.
- Louis-Vincent de Croeser (Brugge, 1 november 1783 - overleden in Brussel) trouwde in 1804 met Sophie van der Gracht d'Eeghem (1785-1844).  
  - Vincent-Louis-Idesbalde de Croeser (Brugge, 18 juli 1806 - 5 maart 1889) trouwde in 1839 met Jeanne Vermeire (1814-1891). Ze kregen vijf kinderen, van wie slechts de oudste zijn ouders overleefde. 
    - Alexandre de Croeser (Sint-Pieters-op-de-Dijk, 14 maart 1839 - Brugge, 26 december 1903) trouwde in 1873 met Euphémie de Ruysscher (1835-1911). Ze hadden slechts één, doodgeboren, kind in 1880. Hij was schepen in de gemeente Sint-Pieters-op-de-Dijk. Hij was ook de stichter van een godshuizencomplex in de Brugse Raamstraat.

Met de dood van Alexandre doofde het geslacht de Croeser uit.

## Publicaties
Naast dichter in het Latijn, was de Croeser vooral de auteur van enkele uitgebreide genealogieën, die hij in eigen beheer publiceerde.
- Abrégé généalogique de la parenté de messire Michel Drieux, dit Driutus, Brugge, 1785
- Généalogie de la très noble et très ancienne famille de Stochove, originaire de la Province de Gueldres (…), Brugge, 1790
- Epitaphes, memoires et inscriptions sepulcrales de la famille de Croeser, originaire de la province de Zélande, anciennement comprise dans la noblesse chevalereuse de l’Isle de Walcheren, Brugge 1790, groot folio, 30 p.
- Histoire généalogique de la famille De Croeser et de plusieurs autres familles nobles qui lui sont alliées, Brugge, z.d. (een verzameling van talrijke afzonderlijke studies) Te lezen.
- Généalogie ascendante de Jeanne de Marivoorde, dame de Berges, deuxième épouse de Jean de Croeser, Bruuge, z.d.